# 主動中央差速器
主動中央差速器（（英文）Active Center Differential, ACD / （日語）アクティブ・センター・ディファレンシャル）為日本三菱汽車所開發的電子式中央差速器。

## 概要
主動中央差速器是在加力箱和中央差速器之間，配置電子控制的油壓幫浦及多板離合器以改變前後輪之動力輸出比例。它並不是獨立作動，而是由專用ECU依據方向盤舵角、車輪感知器、煞車感知器、車身偏擺感知器等「車輛轉彎情況」的信息數據來控制前後輪的輪速差，能夠適時控制差速器打滑的力量，確保最大牽引力而不影響轉向。
車輛直線行駛時，前後輪的輪速差幾乎相同，故中央差速器處於鬆開的狀態。可是車輛過彎時，中央差速器會適度鎖止，以增加轉向運動響應。當鎖止前後軸時，連接著中央差速器的錐形齒輪殼體軸結合，兩個錐形齒輪剛性連接導致前後軸不再產生轉速差，於是前後車軸的扭力始終固定在50：50，以克服崎嶇路面的阻力。

## 內部連結
- S-AWC超能全時四輪控制系統
- 差速器

## 外部連結
- （日語）官方網站